# Всемирный флейтовый концерт
«Всемирный флейтовый концерт» (англ. World Wide Recorder Concert), также иногда идёт под названием «Коричневый шум» (англ. Brown Noise) — 17 эпизод 3 сезона сериала «Южный Парк», премьера которого состоялась 12 января 2000 года.

## Сюжет
4 миллиона третьеклассников, включая класс мистера Гаррисона, собираются исполнить песню «Моя страна для меня» на всемирном флейтовом концерте, который проводится в Оклахома-сити под руководством Йоко Оно и Кенни Джи. Из-за наводнения место проведения концерта переносят в Литл-Рок, где вырос мистер Гаррисон. Известие о том, что классу придётся ехать в Арканзас, вызывает у мистера Гаррисона нервный срыв, потому что, как выясняет мистер Мэки, он подвергался в детстве сексуальным домогательствам со стороны своего отца. Мистер Мэки советует Гаррисону не бояться и встретиться с отцом.
Приехав в Литл-Рок, мистер Гаррисон встречается с отцом и неожиданно начинает упрекать его не в домогательствах, а в их отсутствии, что, по его мнению, свидетельствует о том, что отец его не любил. Когда мистер Мэки узнаёт об истинном положении вещей, он встречается с Гаррисоном-старшим и пытается убедить его заняться сексом с сыном, ведь иначе тот может умереть. Гаррисон-старший идёт в бар, чтобы спросить у друзей, стоит ли переспать с сыном, если от этого зависит его жизнь. Его друзья воспринимают вопрос как психологический тест и начинают задавать другие вопросы в духе «Переспал бы ты с отцом, чтобы спасти жизнь своей матери». В итоге среди ночи к мистеру Гаррисону в комнату приходит некто, кого он принимает за своего отца (хотя на самом деле это Кенни Джи, которого Гаррисон-старший попросил переспать со своим сыном). На следующее утро мистер Гаррисон уезжает из дома родителей в приподнятом настроении — теперь он уверен, что отец любит его «по-настоящему».
Тем временем у Стэна, Кенни, Кайла и Картмана возникает конфликт с третьеклассниками из Нью-Йорка, которые считают их деревенщиной и называют «выпуками». Картман пытается найти «коричневую ноту» — особую ноту, при звуке которой у людей непроизвольно опорожняется кишечник. Пока ребята ищут в словарях значение слова «выпук», Картман находит нужную ноту, и мальчики решают внести изменения в ноты детей из Нью-Йорка, чтобы те обделались на людях. По случайному стечению обстоятельств исправленные ноты раздают всем участвующим в концерте детям. Во время исполнения песни мальчики понимают, что все играют изменённую мелодию, но не успевают остановить концерт, и после исполнения «коричневой ноты» четырьмя миллионами детей у всех людей на Земле непроизвольно опорожняется кишечник. Дети из Нью-Йорка одобрительно отзываются о выходке с «коричневой нотой» и называют ребят «крутыми». В конце эпизода мистер Мэки разъясняет ребятам, что «выпук» обозначает «выделение газа из влагалища».

## Смерть Кенни
Кенни погибает в результате массового исполнения «коричневой ноты». В конце эпизода, когда диктор говорит о произошедшем: «…кого-то это довело до смерти…» показывают место концерта — всё в фекалиях — и труп Кенни, который пожирают крысы.

## Факты
- В серии используется идея городской легенды о существовании так называемой «Коричневой ноты» (англ. brown note) — звука, побуждающего человека непроизвольно опорожнить кишечник. Реального научного доказательства «коричневой ноты» не существует. В оригинале герои ошибочно называют её «Коричневым шумом» (англ. brown noise), реально существующим звуком, который, однако, не обладает особым воздействием на человеческую физиологию. В сериале высота коричневой ноты описана как «92 цента ниже ми-бемоль самой низкой октавы», хотя реально звучащий звук — фа-диез. В любом случае, воспроизведение нот такой высоты лежит за пределами возможностей альтовой блокфлейты.
- Тот факт, что провинциальный Арканзас является штатом, высмеивается на протяжении эпизода несколько раз. Так, например, когда мистер Мэки объявляет о том, что концерт будет проводиться в Арканзасе, Стэн переспрашивает: «А что такое Арканзас? Это штат?». Позднее, при въезде на территорию Арканзаса возле дороги стоит баннер с надписью «Добро пожаловать в Арканзас. Да, мы тоже штат».
- Выходя от родителей, мистер Гаррисон напевает песню «Put on a Happy Face» из мюзикла Bye Bye Birdie.
- Стэн, убедившись в действенности коричневой ноты, спрашивает «Ты думаешь о том же, о чём и я?», на что Картман даёт ответ не связанный с ситуацией. Возможно, это отсылка к мультсериалу «Пинки и Брейн»
- В момент когда мистер Маки спрашивает «Это там не наши мальчики?» справа от мистера Гаррисона можно увидеть Стэна и Кайла.
- Когда Мисс Колтон спрашивает Гаррисона, куда им ехать, тот отвечает: «Направо до второй звезды и прямо до утра», что является отсылкой к Питеру Пэну.
- Во время диалога Гаррисона и Мисс Колтон в автобусе, на заднем плане присутствует Кенни, хотя до этого он был убит.
- В этой серии показано, что Мистер Гаррисон больше похож на мать, чем на отца.